# Diplonevra hercules
Diplonevra hercules är en tvåvingeart som beskrevs av Rudolf Beyer 1965. Diplonevra hercules ingår i släktet Diplonevra och familjen puckelflugor.
Artens utbredningsområde är Kongo. Inga underarter finns listade i Catalogue of Life.